# Klub 27

Graffiti przedstawiające Klub 27. Od lewej: Brian Jones, Jimi Hendrix, Janis Joplin, Jim Morrison, Jean-Michel Basquiat, Kurt Cobain i Amy Winehouse (autor: Jonatan Kis-Lew)

Klub 27 (ang. Forever 27 Club, Club 27 lub 27 Club) – termin w kulturze masowej określający znanych muzyków z gatunku rocka, bluesa, popu i R&B, którzy z różnych przyczyn zmarli w wieku 27 lat. Wielu popularnych artystów – m.in. Robert Johnson, Brian Jones, Jimi Hendrix, Janis Joplin, Jim Morrison, Kurt Cobain i Amy Winehouse – zmarło w tym samym wieku, co wywołało przekonanie, że przedwczesna śmierć muzyków w wieku 27 lat to swego rodzaju fatum.
O „Klubie” wielokrotnie pisały różne magazyny i czasopisma. Powstało wiele teorii i spekulacji na temat powodów śmierci artystów w tym samym wieku. Charles R. Cross, autor biografii Jimiego Hendrixa i Kurta Cobaina, napisał: „Liczba muzyków zmarłych w wieku 27 lat jest niezwykła, daje bardzo dużo do myślenia. Pomimo tego, że masa ludzi umiera w różnym wieku, to jest jakaś więź między wszystkimi muzykami zmarłymi w wieku 27 lat”.
W 2011 roku British Medical Journal opublikował wyniki badań, w których stwierdzono, że nie istnieje zwiększone ryzyko śmierci wśród muzyków mających 27 lat. Pomimo iż wymienieni artyści mieli zwiększone ryzyko śmierci w wieku 20–30 lat, liczba ta nie ograniczała się do 27.

## Historia
Brian Jones, Alan Wilson, Jimi Hendrix, Janis Joplin, Arlester Christian i Jim Morrison zmarli w ciągu lat 1969–1971, jednakże fakt, iż zmarli w tym samym wieku, został pominięty przez media. Okazjonalnie pojawiały się pewne wzmianki, jednakże informacje te były uważane raczej za zwykłe ciekawostki. Po raz pierwszy zaczęto mówić o „Klubie 27” po śmierci Kurta Cobaina. Według Charlesa R. Crossa, wszelkim teoriom na temat klubu przysłużyły się magazyny, internet, telewizja i przede wszystkim matka Cobaina, która w wywiadzie dla The Daily World powiedziała: „Już go nie ma i dołączył do tego głupiego klubu. Mówiłam mu, żeby do niego nie dołączał” – co, według Crossa, odnosiło się do Hendrixa, Joplin i Morrisona zmarłych w tym samym wieku. Jednakże Josh Hunter i Eric Segalstad – autorzy książki The 27s: The Greatest Myth of Rock & Roll, uznali, że matce Cobaina chodziło o śmierć dwóch wujków Kurta, gdyż obydwaj również popełnili samobójstwo. Chris R. Cross uznał, że te wydarzenia doprowadziły do powstania absurdalnej teorii spiskowej, według której Kurt Cobain miał celowo zabić się w wieku 27 lat, by dołączyć do „Klubu”.
W 2011 roku, siedemnaście lat po śmierci Cobaina, Amy Winehouse zmarła w wieku 27 lat, po raz kolejny zwracając uwagę mediów na temat „Klubu 27". Trzy lata wcześniej Winehouse wyznała, że boi się umrzeć w tym wieku.

## Lista artystów zaliczanych do „Klubu 27”
| Imię i nazwisko           | Data śmierci              | Przyczyna śmierci                                                  | Znany jako | Źródło |
| ------------------------- | ------------------------- | ------------------------------------------------------------------ | --- | ------ |
| Alexandre Levy            | 17 stycznia 1892(dts)     | nieznana                                                           | kompozytor, pianista i dyrygent | [ 6 ]  |
| Henri Evenpoel            | 27 grudnia 1899(dts)      | tyfus                                                              | belgijski artysta | [ 7 ]  |
| Louis Chauvin             | 26 marca 1908(dts)        | kiła                                                               | artysta ragtime | [ 6 ]  |
| Robert Johnson            | 16 sierpnia 1938(dts)     | nieznana, prawdopodobnie został otruty przez zazdrosnego barmana   | artysta bluesowy, autor 29 utworów mających duży wpływ na rozwój muzyki rozrywkowej                                                        | [ 8 ]  |
| Nat Jaffe                 | 5 sierpnia 1945(dts)      | nadciśnienie tętnicze                                              | pianista swingowy | [ 6 ]  |
| Jesse Belvin              | 6 lutego 1960(dts)        | wypadek samochodowy                                                | wokalista, autor tekstów i piosenek, artysta R&B                                                                                           | [ 8 ]  |
| Rudy Lewis                | 20 maja 1964(dts)         | przedawkowanie narkotyków                                          | wokalista The Drifters | [ 9 ]  |
| Malcolm Hale              | 31 października 1968(dts) | zatrucie tlenkiem węgla                                            | członek Spanky and Our Gang | [ 8 ]  |
| Dickie Pride              | 26 marca 1969(dts)        | przedawkowanie środków nasennych                                   | wokalista rock and rollowy | [ 10 ] |
| Brian Jones               | 3 lipca 1969(dts)         | utonięcie w basenie                                                | współzałożyciel The Rolling Stones, gitarzysta i multiinstrumentalista                                                                     | [ 8 ]  |
| Alexandra                 | 31 lipca 1969(dts)        | wypadek samochodowy                                                | wokalistka, gitarzystka i kompozytorka | [ 11 ] |
| Alan „Blind Owl” Wilson   | 3 września 1970(dts)      | przedawkowanie barbituranów                                        | lider, wokalista i autor tekstów, kompozytor Canned Heat                                                                                   | [ 8 ]  |
| Jimi Hendrix              | 18 września 1970(dts)     | zadławienie się wymiocinami i zatrucie barbituranami               | pionier gry na gitarze elektrycznej, wokalista i autor tekstów zespołów The Jimi Hendrix Experience i Band of Gypsys                       | [ 8 ]  |
| Janis Joplin              | 4 października 1970(dts)  | przedawkowanie narkotyków                                          | liderka, wokalistka i autorka tekstów zespołów Big Brother & the Holding Company, Kozmic Blues Band i Full Tilt Boogie Band                | [ 8 ]  |
| Arlester „Dyke” Christian | 13 marca 1971(dts)        | zamordowany                                                        | frontman, wokalista i basista Dyke and the Blazers                                                                                         | [ 6 ]  |
| Jim Morrison              | 3 lipca 1971(dts)         | zawał serca (brak szczegółowych badań)                             | poeta; lider, wokalista i autor tekstów zespołu The Doors                                                                                  | [ 8 ]  |
| Linda Jones               | 14 marca 1972(dts)        | cukrzyca                                                           | artystka R&B | [ 12 ] |
| Leslie Harvey             | 3 maja 1972(dts)          | porażenie prądem                                                   | gitarzysta Stone the Crows | [ 8 ]  |
| Ron „Pigpen” McKernan     | 8 marca 1973(dts)         | krwawienie z przewodu pokarmowego spowodowane alkoholizmem         | współzałożyciel, keyboardzista i wokalista Grateful Dead                                                                                   | [ 8 ]  |
| Roger Lee Durham          | 27 lipca 1973(dts)        | obrażenia spowodowane upadkiem z konia                             | wokalista i perkusista Bloodstone | [ 8 ]  |
| Wallace Yohn              | 12 sierpnia 1974(dts)     | katastrofa samolotu                                                | organista zespołu Chase | [ 6 ]  |
| Dave Alexander            | 10 lutego 1975(dts)       | obrzęk płuc                                                        | gitarzysta basowy The Stooges | [ 8 ]  |
| Pete Ham                  | 24 kwietnia 1975(dts)     | samobójstwo przez powieszenie                                      | keyboardzista, gitarzysta, lider Badfinger                                                                                                 | [ 8 ]  |
| Gary Thain                | 8 grudnia 1975(dts)       | przedawkowanie narkotyków                                          | basista grupy Uriah Heep | [ 8 ]  |
| Cecilia                   | 2 sierpnia 1976(dts)      | wypadek samochodowy                                                | piosenkarka | [ 13 ] |
| Helmut Köllen             | 3 maja 1977(dts)          | zatrucie tlenkiem węgla                                            | gitarzysta basowy zespołu Triumvirat | [ 8 ]  |
| Chris Bell                | 27 grudnia 1978(dts)      | wypadek samochodowy                                                | lider, wokalista, gitarzysta, autor tekstów zespołu Big Star, a także artysta solowy                                                       | [ 8 ]  |
| Jacob Miller              | 23 marca 1980(dts)        | wypadek samochodowy                                                | piosenkarz reggae, wokalista Inner Circle                                                                                                  | [ 9 ]  |
| D. Boon                   | 22 grudnia 1985(dts)      | wypadek samochodowy                                                | gitarzysta, lider, wokalista zespołu Minutemen                                                                                             | [ 8 ]  |
| Jean-Michel Basquiat      | 12 sierpnia 1988(dts)     | przedawkowanie narkotyków                                          | malarz, artysta graffiti; założyciel grupy muzycznej Gray                                                                                  | [ 8 ]  |
| Pete de Freitas           | 14 czerwca 1989(dts)      | wypadek motocyklowy                                                | perkusista Echo & the Bunnymen | [ 8 ]  |
| Mia Zapata                | 7 lipca 1993(dts)         | morderstwo                                                         | liderka The Gits | [ 8 ]  |
| Kurt Cobain               | 5 kwietnia 1994(dts)      | samobójstwo                                                        | lider, wokalista, gitarzysta i autor tekstów zespołu Nirvana                                                                               | [ 8 ]  |
| Kristen Pfaff             | 16 czerwca 1994(dts)      | przedawkowanie heroiny                                             | gitarzystka basowa zespołów Hole i Janitor Joe                                                                                             | [ 8 ]  |
| Richey James Edwards      | 1 lutego 1995(dts)        | zaginiony (oficjalnie uznany za zmarłego 23 listopada 2008)        | autor tekstów i gitarzysta Manic Street Preachers                                                                                          | [ 8 ]  |
| Stretch                   | 30 listopada 1995(dts)    | zastrzelony                                                        | raper | [ 12 ] |
| Fat Pat                   | 3 lutego 1998(dts)        | zastrzelony                                                        | raper, członek Screwed Up Click | [ 6 ]  |
| Freaky Tah                | 28 marca 1999(dts)        | zastrzelony                                                        | raper, członek grupy Lost Boyz | [ 6 ]  |
| Rodrigo Bueno             | 24 czerwca 2000(dts)      | wypadek samochodowy                                                | piosenkarz | [ 13 ] |
| Sean Patrick McCabe       | 28 sierpnia 2000(dts)     | zadławienie się wymiocinami po spożyciu zbyt dużej ilości alkoholu | lider grupy Ink & Dagger | [ 8 ]  |
| Thùy Trang                | 3 września 2001(dts)      | wypadek samochodowy                                                | głównie zasłynęła jako żółta wojowniczka, odtwórca roli Trini Kwan w latach 1993–1994 w serialu Power Rangers Mighty Morphin Power Rangers | .      |
| Maria Serrano Serrano     | 24 listopada 2001(dts)    | katastrofa samolotu                                                | jedna z wokalistek Passion Fruit | [ 6 ]  |
| Jeremy Michael Ward       | 25 maja 2003(dts)         | przedawkowanie heroiny                                             | inżynier dźwięku zespołów The Mars Volta i De Facto                                                                                        | [ 8 ]  |
| Jonathan Brandis          | 12 listopada 2003(dts)    | samobójstwo przez powieszenie                                      | aktor musicalowy | [ 16 ] |
| Bryan Ottoson             | 19 kwietnia 2005(dts)     | przedawkowanie narkotyków                                          | gitarzysta American Head Charge | [ 8 ]  |
| Valentín Elizalde         | 26 listopada 2006(dts)    | zamordowany                                                        | piosenkarz | [ 6 ]  |
| Orish Grinstead           | 20 kwietnia 2008(dts)     | niewydolność nerek                                                 | założycielka zespołu R&B 702 | [ 17 ] |
| Amy Winehouse             | 23 lipca 2011(dts)        | zatrucie alkoholem                                                 | wokalistka, autorka tekstów piosenek | [ 8 ]  |
| Richard Turner            | 11 sierpnia 2011(dts)     | zatrzymanie akcji serca                                            | trębacz, kolaborator z Friendly Fires | [ 18 ] |
| Anton Yelchin             | 19 czerwca 2016(dts)      | przygnieciony przez własny samochód                                | aktor | [ 19 ] |
| Kim Jong-hyun             | 18 grudnia 2017(dts)      | samobójstwo (zatrucie tlenkiem węgla)                              | piosenkarz, członek zespołu Shinee | [ 20 ] |
| Fredo Santana             | 19 stycznia 2018(dts)     | choroby układu krążenia i padaczka idiopatyczna                    | raper, założyciel Savage Squad Records | [ 22 ] |
| Chance Perdomo            | 30 marca 2024(dts)        | wypadek motocyklowy                                                | aktor | [ 23 ] |